# Alexandr Stěpanovič Popov

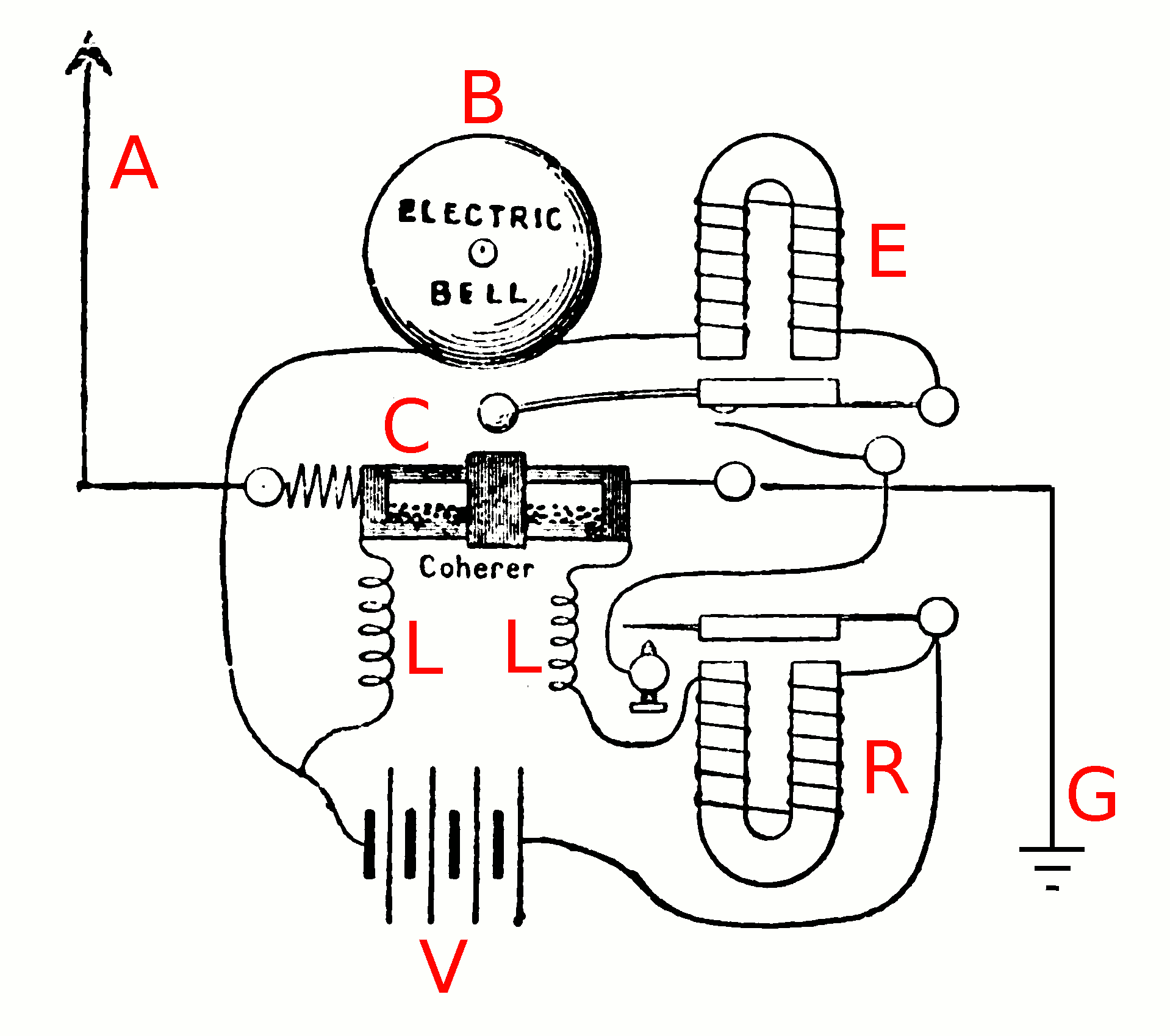
Princip Popovova indikátoru blesků. Koherer C je zapojen mezi anténou A a zemí G. E je elektromagnet zvonku B, jehož kotva zároveň zvoní i poklepává na koherer. Relé R působí jako zesilovač signálu, kdežto cívky L filtrují šum reléových kontaktů.

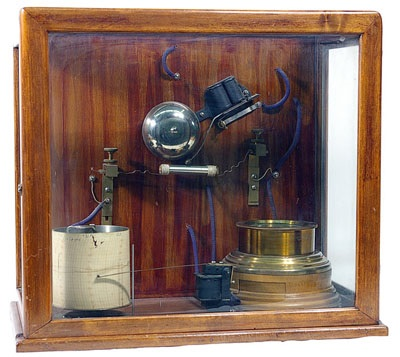
Popovův indikátor blesků se zapisovačem (vlevo)

Alexandr Stěpanovič Popov (Александр Степанович Попов; 16. března 1859 – 13. ledna 1906) byl ruský fyzik a vynálezce, průkopník bezdrátové telegrafie, na niž později navázalo i rozhlasové vysílání.

## Život a dílo
Alexander Stěpanovič Popov se narodil v rodině duchovního a po studiu fyziky na Petrohradské univerzitě přednášel od roku 1883 v Torpédovém ústavu Ruské námořní školy v Kronštadtu u Petrohradu. Roku 1893 navštívil Kolumbovskou výstavu v Chicagu, kde se setkal s dalšími badateli v oboru a seznámil se s pracemi Olivera Lodge a Heinricha Hertze.
Popov byl požádán, aby pro petrohradskou meteorologickou stanici zkonstruoval indikátor blesků. Později se ukázalo se, že jeho „bleskojev“ registroval nejen blesky, ale i umělé záblesky, krátké a dlouhé - telegrafické tečky a čárky. 7. května 1895 Popov předvedl svůj přístroj členům Ruské fyzikálně technické společnosti: bleskosvod jako anténa, koherer, telegrafní relé a elektrický zvonek. Palička zvonku zároveň klepala na koherer, aby se piliny vrátily do původního stavu, což se u jeho předchůdců muselo dělat ručně. V prosinci téhož roku oznámil dosažení pravidelného spojení, což 21. března 1896 veřejně předvedl na petrohradské univerzitě mezi budovami, vzdálenými od sebe 250 metrů.
A. S. Popov si svůj vynález původně patentovat nedal, kdežto Guglielmo Marconi své zařízení patentoval dva měsíce po Popovových pokusech, o nichž nevěděl. Roku 1898 začal francouzský podnikatel Ducretet vyrábět zařízení pro bezdrátovou telegrafii podle Popovova vzoru. Roku 1899 se Popovovi podařilo bezdrátové spojení s lodí na vzdálenost téměř 50 km, ale teprve v únoru roku 1900 dostal britský patent číslo 2797 na “Zdokonalení kohereru pro telegrafní signalizaci”. Marconi a Braun dostali v roce 1909 Nobelovu cenu za „přínos k rozvoji bezdrátové telegrafie“.
Koncem roku 1899 ztroskotala ruská válečná loď Admiral Apraksin u ostrova Hogland ve Finském zálivu. Posádka nebyla ohrožena a zůstala na lodi, na návrh A. S. Popova však postavila na ostrově bezdrátovou stanici, která mohla komunikovat s námořním velitelstvím v Kronštadtu (přes bezdrátovou stanici v Kotce). Nouzové signály z ostrova Hogland pomohly zachránit i 50 finských rybářů, kteří uvázli na ledové kře.

## A. S. Popov a rozhlas
V SSSR i v Rusku je Popov pokládán za vynálezce rozhlasu, na němž se ovšem podílela řada vynálezců. Vysokofrekvenční elektromagnetické vlny, které se šíří rychlostí světla, předpověděl britský fyzik James Clerk Maxwell a jejich existenci empiricky prokázal v letech 1886–1889 německý fyzik Heinrich Hertz, který zjistil a změřil jejich důležité vlastnosti, žádný praktický význam však svým výsledkům nepřikládal. Hertz používal jiskrový generátor a půlvlnný dipól s parabolickým reflektorem na vysílací i přijímací straně, jako detektor sloužilo malé jiskřiště.
Na Hertzovy publikace navázala řada badatelů, například francouzský fyzik Édouard Branly, který 1890 vynalezl citlivější detektor (koherer), skleněnou trubičku naplněnou železnými pilinami, jejichž vodivost působením vysokofrekvenčního pole vzrostla. Dále britský fyzik Sir Oliver Lodge, který objevil význam naladění vysílače s přijímačem, německý fyzik Karl Ferdinand Braun, vynálezce laděného obvodu a krystalového detektoru, nebo italský vynálezce Guglielmo Marconi (1874–1937), který roku 1894 postavil indikátor blesků a pracoval na prakticky použitelných komunikačních zařízeních. Objevil význam antény a uzemnění a zdokonalil telegrafní klíč i zapisovač. Roku 1896 předvedl své zařízení britské vládě a brzy komunikoval na vzdálenosti v desítkách kilometrů.

## Ocenění
A. S. Popov byl vyznamenán vysokými ruskými řády sv. Anny a sv. Stanislava. Jeho vynález hrál později v sovětské propagandě značnou roli a den 7. května se slavil jako „Den rozhlasu“. Podle Popova se jmenovala a jmenuje řada vědeckých ústavů (například Tesla VÚST v Praze), planetka číslo 3074 dostala roku 1979 jméno Popov.
Někteří potomci A. S. Popova po roce 1917 emigrovali do USA, kde se jeho synovec Pavel stal vyhledávaným lékařem a prasynovec Jegor (1913–2001) byl profesorem na UC Berkeley.